# Tracheobronchiallymphknoten
Als Tracheobronchiallymphknoten (Nodi lymphatici [Nll.] tracheobronchiales, Lymphonodi [Lnn.] tracheobronchiales) werden Lymphknoten bezeichnet, die an der Aufzweigung der Luftröhre in die beiden Hauptbronchen im Mediastinum innerhalb des Brustkorbs liegen. Über die Tracheobronchiallymphknoten fließt der größte Teil der Lymphe der Lunge ab.
Beim Menschen werden zwei Gruppen unterschieden:
- Nll. tracheobronchiales superiores
- Nll. tracheobronchiales inferiores

Über die Tracheobronchiallymphknoten fließt auch die Lymphe der Lungenlymphknoten (Nll. pulmonales) und der Bronchopulmonallymphknoten (Nll. bronchopulmonales) ab.
In der Veterinäranatomie werden die Tracheobronchiallymphknoten zum Lymhocentrum bronchiale zusammengefasst. Entsprechend der Beziehung zu den Hauptbronchen unterscheidet man vier Gruppen:
- Die Lymphonodi tracheobronchiales sinistri („linke Tracheobronchiallymphknoten“) liegen links an der Luftröhrengabelung (Bifurcatio tracheae).
- Die Lymphonodi tracheobronchiales dextri („rechte Tracheobronchiallymphknoten“, „Polizeilymphknoten“) liegen rechts an der Luftröhrengabelung. Sie fehlen bei Schafen.
- Die Lymphonodi tracheobronchiales medii („mittlere Tracheobronchiallymphknoten“) liegen kaudodorsal der Luftröhrengabelung.
- Die Lymphonodi tracheobronchiales craniales („vordere Tracheobronchiallymphknoten“) liegen bei Paarhufern am zusätzlichen Bronchus für den rechten vorderen Lungenlappen (Bronchus trachealis).